# Norway (Carolina del Sud)
Norway és una població dels Estats Units a l'estat de Carolina del Sud. Segons el cens del 2000 tenia 389 habitants.

## Demografia
Segons el cens del 2000, Norway tenia 389 habitants, 153 habitatges i 104 famílies. La densitat de població era de 178,8 habitants/km².
Dels 153 habitatges en un 26,1% hi vivien nens de menys de 18 anys, en un 43,8% hi vivien parelles casades, en un 20,3% dones solteres, i en un 32% no eren unitats familiars. En el 28,8% dels habitatges hi vivien persones soles l'11,8% de les quals corresponia a persones de 65 anys o més que vivien soles. El nombre mitjà de persones vivint en cada habitatge era de 2,54 i el nombre mitjà de persones que vivien en cada família era de 3,17.
Per edats la població es repartia de la següent manera: un 25,2% tenia menys de 18 anys, un 8,5% entre 18 i 24, un 23,7% entre 25 i 44, un 25,4% de 45 a 60 i un 17,2% 65 anys o més.
L'edat mediana era de 41 anys. Per cada 100 dones de 18 o més anys hi havia 91,4 homes.
La renda mediana per habitatge era de 27.083 $ i la renda mediana per família de 34.000 $. Els homes tenien una renda mediana de 32.031 $ mentre que les dones 19.250 $. La renda per capita de la població era de 18.864 $. Entorn del 20,8% de les famílies i el 30,4% de la població estaven per davall del llindar de pobresa.

## Poblacions més properes
El següent diagrama mostra les poblacions més properes.